# Пламен Карталов
Пламен Карталов е български оперен режисьор, професор в музикалната академия в София и академик в Българска академия на науките.

## Биография
Роден е в Добрич на 15 септември 1948 г. Завършва музикалната академия в София, по-късно специализира оперна режисура в Германия и кинорежисура в НАТФИЗ. Като студент в София основава първия камерен оперен театър (сега Камерна опера – Благоевград).

### Режисьорска дейност
П.Карталов интерпретира произведения от български композитори като Панчо Владигеров, Любомир Пипков и Иван Спасов. Прави постановки на открито като „Ивайло“ от М.Големинов и „Цар Калоян“ от П.Владигеров, поставени на „Сцената на вековете“ на крепоста Царевец във Велико Търново, на същото историческо място, където се развива оперното действие.
През 1997 г. П.Карталов създава фестивала „Опера на площада“, на открито пред Националната художествена галерия с изпълнения на: „Аида“, „Цар Калоян“, „Атила“, „Кармен“, „Княз Игор“, „Турандот“, „Севилският бръснар“, „Сватбата на Фигаро“, „Цар и дърводелец“ и „Мадам Бътерфлай“, създава и летния фестивал „Опера в парка“.
През март 2009 г. поставя операта „Дон Кихот“ на Масне, а през 2010 година „Пръстенът на нибелунга“ от Р. Вагнер, посветена на 200-годишнината от рождението на композитора.
От 2010 г. насам, всяка година поставя по едно заглавие от цикъла (”Рейнско злато“, „Валкюра“, „Зигфрид“), а след премиерата на „Залезът на боговете“ (22 май 2013 г.), през юни 2013 г., се играят неговите постановки на всичките части на тетралогията.
Като режисьор гостува в САЩ, Египет, Австралия, Гърция, Кипър, Малта, Сърбия, Хърватия, Северна Македония, Румъния, Полша, Чехия, Унгария, Турция, Германия, Швейцария, Италия и Япония. Поставя заглавия от Верди, Пучини, Масне, Делиб, Понкиели и Бизе.

### Управленска дейност
В началото на 90-те години е директор на Държавен музикален театър където поставя „Хубавата Елена“, „Прилепът“ и „Цигулар на покрива“. Като директор на Софийската опера и балет въвежда самофинансиране на принципа на международно сътрудничество и копродукции. Под негово ръководство Софийската опера гостува в Бразилия, a от 2000 до 2018 г. седем пъти в Япония. Концерти за деца до 3-годишна възраст наречени „Концерти за бебоци“ привличат вниманието на Пласидо Доминго при посещението му в Софийската опера. През 2013 г. кани за главен диригент Ерих Вехтер.

### Преподавателска дейност
Преподава режисура и актьорско майсторство в музикалната академия в София. Заедно с Борис Христов прави Българската академия за изкуство и култура в Рим. Канен е като член на за жури на международни конкурси за млади оперни певци. Участва в европейски конференции с доклади по творчески и организационни въпроси на оперния театър.

## Награди и отличия
На 9 октомври 2012 година е избран за действителен член на Българската академия на науките.
Удостояван е с наградите:
- „Кристална лира“ на Съюза на музикалните и танцови дейци в България,
- годишните награди на БНР и Столична община[2],
- „Златна книга“ на Европейския форум на експертите,
- „Златна муза“ (Русия),
- Златен медал на фондацията „Роза Понсел“ (САЩ),
- Наградата на Националния театър на Белград за най-добра режисура за 2003/2004 за постановката му на „Любовен еликсир“ на Доницети.

Носител е на държавните отличия:
- орден „Кирил и Методий“, I степен
- на най-големия правителствен бразилски орден „Рицар на южния кръст“.
- Държавна награда „Св. Паисий Хилендарски“ (2016)[3]
- Обявен за почетен гражданин на София (2018).[4]
- Почетен гражданин на община Белоградчик от 2020 г.[5]
- Почетен гражданин на Благоевград от 2022 г.[6]
- Орден „Св. Йоан Кукузел“ от Светият Синод на Българската православна църква (2023)

## Продукция
| Постановка                  | Град                                                                               | Година                 |
| --------------------------- | ---------------------------------------------------------------------------------- | ---------------------- |
| Бородин – Княз Игор         | София („Опера на площада“); Любляна; Велико Търново, Царевец; Царевец              | 1999; 2007; 2009; 2010 |
| Бизе – Кармен               | Стара Загора; София („Опера на площада“)                                           | 2003; 2003             |
| Верди – Аида                | София („Опера на площада“); Сао Пауло                                              | 1997; 2010             |
| Верди – Атила               | София; Стара Загора; Царевец; София („Опера в парка“)                              | 2003; 2003; 2011; 2012 |
| Верди – Набуко              | Любляна; Пула                                                                      | 2006; 2006             |
| Верди – Дон Карлос          | Велико Търново, Царевец                                                            | 2010                   |
| Владигеров – Цар Калоян     | Велико Търново, Царевец; София („Опера на площада“); Царевец („Сцена на вековете“) | 1987; 1998; 2009       |
| Галупи – Селският философ   | Осор; Дрезден                                                                      | 1980; 1982             |
| Големинов – Ивайло          | Велико Търново, Царевец                                                            | 1985                   |
| Делиб – Лакме               | Пафос; София                                                                       | 2009; 2010             |
| Джордано – Федора           | Атина                                                                              | 1997                   |
| Доницети – Рита             | Осор                                                                               | 1981                   |
| Леонкавало – Палячи         | Сплит                                                                              | 2011                   |
| Лортцинг – Цар и дърводелец | София                                                                              | 1993                   |
| Моцарт – Вълшебната флейта  | Пула                                                                               | 2006                   |
| Офенбах – Хофманови разкази | Любляна фестивал                                                                   | 2005                   |
| Пучини – Турандот           | Атина; Царевец („Сцена на вековете“)                                               | 1996; 2008             |
| Росини – Севилският бръснар | Пула                                                                               | 2007                   |
| Стравински – Мавра          | Осор                                                                               | 1982                   |
| Стравински – Лисицата       | Осор                                                                               | 1982                   |
| Холминов – Каляска          | Осор                                                                               | 1981                   |

| Произведение                               | Град                                      | Година                       |
| ------------------------------------------ | ----------------------------------------- | ---------------------------- |
| Бизе – Ловци на бисери                     | Мелбърн                                   | 2003                         |
| Бизе – Кармен                              | Стара Загора                              | 2010                         |
| Бородин – Княз Игор                        | Марибор; Любляна; София                   | 2007; 2009; 2009             |
| Бърнстейн – Кандид                         | Марибор                                   | 2004                         |
| Вагнер – Рейнско злато                     | София                                     | 2010                         |
| Вагнер – Валкюра                           | София                                     | 2011                         |
| Вагнер – Зигфрид                           | София; Минск                              | 2012; 2012                   |
| Вагнер – Залезът на боговете               | София                                     | 2013                         |
| Вебер – Вълшебният стрелец                 | Потсдам                                   | 1985                         |
| Верди – Травиата                           | Русе; София                               | 1982; 1995                   |
| Верди – Дон Карлос                         | София; Скопие; Япония; Варненско лято     | 1988; 2000; 2002; 2012       |
| Верди – Аида                               | Бразилия; Букурещ; София                  | 1995; 1996; 1997             |
| Верди – Трубадур                           | Атина                                     | 1997                         |
| Верди – Луиза Милер                        | Палм Бийч                                 | 2001                         |
| Верди – Риголето                           | Кайро; София; Япония                      | 2001; 2005; 2005             |
| Верди – Атила                              | Стара Загора; Марибор                     | 2002; 2006                   |
| Верди – Набуко                             | Марибор                                   | 2004                         |
| Верди – Бал с маски                        | Загреб; София; Япония; Букурещ            | 2007; 2007; 2008; 2012       |
| Владигеров – Цар Калоян                    | София                                     | 2009                         |
| Волф-Ферари – Четиримата грубияни          | Пловдив                                   | 1982                         |
| Галупи – Селския философ                   | Благоевград                               | 1977                         |
| Глук – Поклонниците от Мека                | София                                     | 1974                         |
| Глук – Орфей и Евридика                    | Солун                                     | 1999                         |
| Големинов – Златната птица                 | Словен                                    | 1977                         |
| Големинов – Ивайло                         | Пловдив                                   | 1981                         |
| Големинов – Зографът Захарий               | Русе; Благоевград                         | 1983; 1986                   |
| Гомес – Гуарани                            | София; Бразилия                           | 1995; 1995                   |
| Гомес – Фоска                              | София; Бразилия                           | 1996; 1998                   |
| Гомес – Мария Тюдор                        | София                                     | 1997                         |
| Гуно – Фауст                               | Русе                                      | 1984                         |
| Делиб – Лакме                              | Марибор; Япония; София                    | 2006; 2007; 2008             |
| Джордано – Федора                          | Атина                                     | 1997                         |
| Доницети – Звънчето                        | Солун                                     | 2001                         |
| Доницети – Любовен еликсир                 | Белград                                   | 2003                         |
| Доницети – Лучия ди Ламермур               | Малта; Нови Сад; Скорие, Рита             | 2003; 2005; 2005; 2005       |
| Леонкавало – Палячи                        | Ню Орлеанс; Загреб; Марибор; Белград      | 2000; 2006; 2007; 2008       |
| Маскани – Селска чест                      | София; Загреб; Марибор; София             | 1986; 2006; 2007; 2011       |
| Масне – Дон Кихот                          | София                                     | 2009                         |
| Меноти – Амал и нощните гости              | София                                     | 1992                         |
| Меноти – Медиумът                          | Солун                                     | 2001                         |
| Монтеверди – Битката на Танкред и Клоринда | Солун                                     | 2001                         |
| Моцарт – Отвличане от Сарая                | София                                     | 1974                         |
| Моцарт – Сватбата на Фигаро                | София; Тирана                             | 1987; 1998                   |
| Моцарт – Театралният директор              | Гърция                                    | 1989                         |
| Моцарт – Вълшебната флейта                 | Марибор                                   | 2003                         |
| Офенбах – Хубавата Елена                   | Солун; София                              | 1992; 1994                   |
| Офенбах – Хофманови разкази                | Марибор; София                            | 2005; 2009                   |
| Перголези – Слугинята господарка           | Солун                                     | 1992                         |
| Пипков – Янините девет братя               | Русе                                      | 1984                         |
| Понкиели – Джоконда                        | София; Токио                              | 1999; 2000                   |
| Пучини – Турандот                          | Атина; Япония; София; Япония; Марибор     | 1986; 2000; 2008; 2008; 2009 |
| Пучини – Лястовицата                       | Острава                                   | 2008                         |
| Пучини – Джани Скики                       | София                                     | 2011                         |
| Пучини – Тоска                             | София                                     | 2011                         |
| Пърсел – Дидона и Еней                     | Благоевград                               | 1978                         |
| Росини – Крадливата сврака                 | Благоевград; Русе                         | 1981; 1983                   |
| Росини – Севилският бръснар                | София; Тимишоара; Марибор; Любляна; Сплит | 1985; 1985; 2006; 2009; 2010 |
| Стравински – Лисицата                      | Благоевград; Италия; София                | 1978; 1991; 1998             |
| Стравински – Мавра                         | Благоевград; Италия; София                | 1979; 1991; 1998             |
| Стравински – Животът на развратника        | Салерно; Торино                           | 1992; 1992                   |
| Сутермайстер – Серафине                    | София                                     | 1973                         |
| Хайдн – Любов и хитрост                    | София                                     | 1972                         |
| Хайдн – Аптекарят                          | София; Краков                             | 1973; 1976                   |
| Холминов – Каляска                         | Благоевград; Дрезден                      | 1977; 1982                   |
| Чимароза – Оперния директор                | Ямбол                                     | 1978                         |
| Щайн – Цигулар на покрива                  | София                                     | 1993                         |
| Щраус – Прилепът                           | София; Велико Търново; Белград            | 1992; 1999; 2003             |